# Gardnar Mulloy
Gardnar Mulloy (Washington, 22 november 1913 – Miami, 14 november 2016) was een tennisspeler uit de Verenigde Staten van Amerika.
Mulloy was vooral succesvol in het dubbelspel. Hij won met Bill Talbert viermaal het dubbelspel op het US Open. Wimbledon won hij met Budge Patty. In het enkelspel was zijn beste prestatie het behalen van de finale op het US Open in 1952, waar hij verloor van Frank Sedgman.
Mulloy bleef tot op hoge leeftijd actief tennis spelen. Hij speelde wereldwijd nog tennistoernooien in de jaren 90 en richtte de Mulloy Cup op, een internationale tenniscompetitie voor spelers ouder dan 80 jaar.